# Хејзелхерст (Џорџија)
Хејзелхерст (Џорџија) (енгл. Hazlehurst) град је у америчкој савезној држави Џорџија. По попису становништва из 2010. у њему је живело 4.226 становника.

## Демографија
Према попису становништва из 2010. у граду је живело 4.226 становника, што је 439 (11,6%) становника више него 2000. године.
| Група             | 2000.         | 2010.         |
| Белци             | 2.546 (67,2%) | 2.567 (60,7%) |
| Афроамериканци    | 1.048 (27,7%) | 1.251 (29,6%) |
| Азијати           | 28 (0,7%)     | 28 (0,7%)     |
| Хиспаноамериканци | 130 (3,4%)    | 336 (8,0%)    |
| Укупно            | 3.787         | 4.226         |